# Euphorbia celastroides
Euphorbia celastroides Boiss. è una pianta della famiglia delle Euforbiacee endemica delle isole Hawaii, ove è nota come ʻakoko.

## Descrizione
E. celastroides cresce in forma di arbusto o di piccolo albero alto circa 2 m. Per crescere adeguatamente questa specie richiede temperature di 15 °C e leggera ombra. Nell'estate assume un colore rosso-violetto e non perde le foglie in inverno, grazie al clima mite dell'ambiente ove normalmente vive. I fiori femminili hanno pistilli in tre parti su un ovario in tre parti, che produce normalmente tre (o, talvolta, anche più) semi. La specie tollera sia il caldo che la siccità, ma è sensibile agli attacchi fungini. Il suo ciazio può trovarsi in infiorescenze
corte o ramificate ed aperte oppure rimane nella foglia.  Le foglie crescono in coppie verticali e possono avere una ricopertura pruinosa. Essa produce un frutto tondo verde o marrone, lungo da 2 a 4 mm, contenente semi grigio-marroni lunghi da 0.5

## Distribuzione ehabitat
La specie è un endemismo delle isole Hawaii. La E. celastroides cresce in zone secche, sia sulle coste che nell'interno ed è endemica nelle zone del polihale e del kanaio di Kauai and Maui.

## Conservazione
E. celastroides non è ancora stata esaminata dall'Unione internazionale per la conservazione della natura (IUCN). Comunque, a causa della sua natura endemica, è molto vulnerabile alle minacce provenienti dall'uomo: due esempi di questo tipo di minaccia sono i veicoli a quattro ruote (che rompono le piante) e le specie introdotte (che competono per le risorse).